# Vale Real
Vale Real is een gemeente in de Braziliaanse deelstaat Rio Grande do Sul. De gemeente telt 5.031 inwoners (schatting 2009).

## Aangrenzende gemeenten
De gemeente grenst aan Alto Feliz, Caxias do Sul, Farroupilha, Feliz en Nova Petrópolis.